# Påskbergsskogen i Varberg
Påskbergsskogen i Varberg (även kallad Nya Påskberget) är ett motions- och rekreationsområde i sydöstra delen av Varberg, ett planterat skogsområde där från början endast ljung växte. Rektorn Herman Rodhe tog 1870 initiativet till denna förvandling, som han delvis själv lär ha bekostat. Den västligaste delen, kallad Påskberget - eller Gamla Påskberget - har en 5 meter hög minnessten över den framsynte mannen, det uppges att 2000 personer hedrade hans minne vid invigningen av denna.  
Utöver promenad- och cykelvägar har Påskbergsskogen en belyst motionsslinga, en damm där änder låter sig matas liksom ett över området fördelat arboretum med 120–130 arter, flertalet försedda med informationstavlor.
Varbergs Scoutkår har sin stuga i området och på Gamla Påskberget finns Gällingestugan bevarad. Där finns även på det så kallade Kanonberget en ”12-pundare”, på sin lavett riktad mot fästningen, varifrån den troligen hämtats.
1958 öppnades den genomfartsled - Nyhemsleden - som skär av en del av skogen i sydväst. Skjutbanan som där fanns har ersatts av en skola, Drottning Blankas gymnasieskola. 
Granne med Påskbergsskogen är sedan 1932 Nöjesparken liksom  Påskbergsvallen, öppnad 1925 i närvaro av Gustav V, som var i trakten för invigningen av Radiostationen i Grimeton.